# Barbarossastraße 16 (Mönchengladbach)

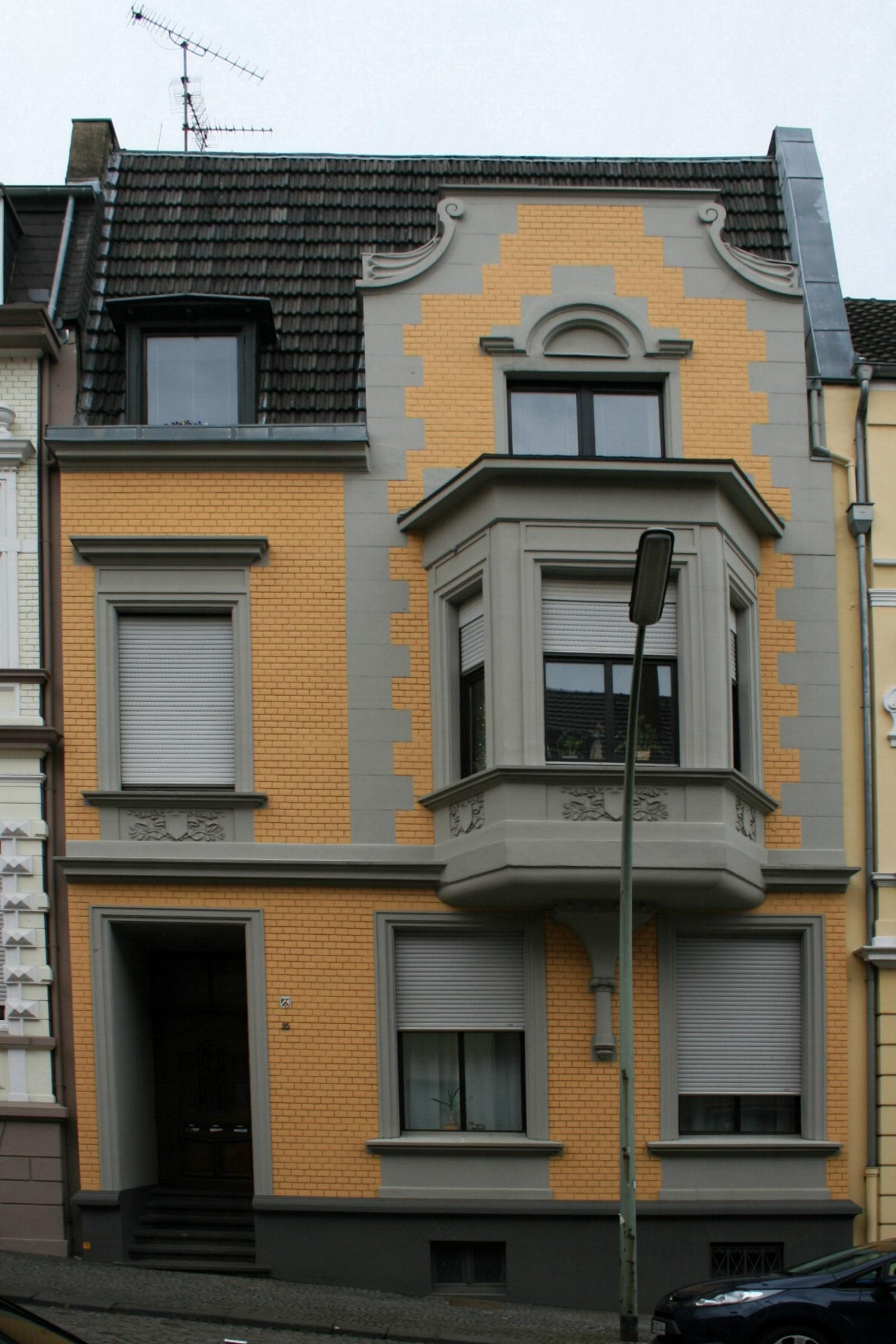
Wohnhaus (2010)

Das Wohnhaus Barbarossastraße 16 steht in Mönchengladbach (Nordrhein-Westfalen) im Stadtteil Gladbach.
Das Haus wurde Anfang des 20. Jahrhunderts erbaut. Es ist unter Nr. B 012 am 4. Dezember 1984 in die Denkmalliste der Stadt Mönchengladbach eingetragen worden.

## Architektur
Das zweigeschossige Wohnhaus mit ausgebautem Mansarddach hat eine im Kellergeschoss und Erdgeschoss waagerecht gegliederte Fassade mit im ersten Obergeschoss vorgekragtem Erker sowie darüber im Mansarddachbereich angeordnetem Ziergiebel, der offenbar durch Kriegsschäden seine letzte Spitzenausformung verloren hat. Die Wandflächen sind im Sockelgeschoss, zwei Fenster mit Brüstungsfeld, im ersten Obergeschoss ein Fenster, daneben der Erker mit Gewände-Supraporte und Brüstungsfeld sowie im Ziergiebel ein zweiteiliges Fenster mit Rundbogenbekrönung gegliedert.